# گل‌بنه
گل‌بنه (انگلیسی: Hypanthium) ساختاری فنجان‌مانند یا لوله‌ای در پیرامون یا بر روی تخمدان است که از لبه، حامل کاسبرگ‌ها و گلبرگ‌ها و پرچم‌ها است.